# علیرضا باشکندی
علیرضا باشکندی (زاده ۱۳۴۶ - بندر انزلی،) صداپیشه اهل ایران است.عمده شهرت وی به خاطر نقش جومونگ در سریال افسانه جومونگ است. 
خسرو شایگان پذیرفته  شد و کار حرفه‌ای  دوبله را در ۲۳ سالگی و پس از دادن آزمون صدا در آذر ماه ۱۳۶۹ و پذیرفته شدن در سازمان صدا و سیما آغاز کرد. او از رفعت هاشم‌پور، ایرج رضایی و بهرام زند به عنوان دوبلورهایی که سهم فراوانی در آموختن هنر دوبله به او داشتند یاد می‌کند.
طبق گفته خودش با شنیدن صدای خسرو خسروشاهی از   رادیو به کار دوبله علاقه‌مند شد.
گویندگی او به جای کاراکتر هایی همچون جومونگ، بروس لی و کاپیتان آمریکا از شاخص ترین کار های ایشان بوده
باشکندی ۱۵ سال پس از آغاز کارش برای نخستین بار با مجموعه پویا نماییِ (انیمیشن) «اسباب بازی های خطرناک» سرپرستی دوبلاژ را آغاز کرد. از جمله کار هایی که باشکندی در آن، هم سرپرستی دوبلاژ را بر دوش داشته و هم گویندگی کرده، دوبله نقش جومونگ با بازی سونگ ایل گوک در افسانه جومونگ و کاپیتان آمریکا و سرزمین بادها و همچنین دوبله دوباره فیلمهای «بروسلی» است که به جای شخصیت بروسلی صداپیشگی کرد. (پیشتر، حسین معمارزاده به عنوان دوبلور نقشهای بروسلی شناخته شده بود).

## خانواده هنرمند
همسرِ باشکندی، آزیتا یاراحمدی نیز دوبلور است و در «افسانه جومونگ» به جای بانو یوها (مادر جومونگ) صحبت کرد. خواهرِ همسرِ باشکندی، رزیتا یاراحمدی (خواهر کوچکتر آزیتا) است که در همان سریال دوبلور نقش سوسانو بوده‌است. همچنین پدر همسرش، محمد یاراحمدی نیز از دوبلوران باپیشینه ایران است.

## کارهای هنری
برخی از فعالیتهای باشکندی در دوبلاژ:
| فیلم                                                         | سریال                                     |
| ------------------------------------------------------------ | ----------------------------------------- |
| ارباب حلقه‌ها دو برج در نقش فارامیر                           | رویای فرمانروای بزرگ در نقش بی هیونگ      |
| ارباب حلقه ها بازگشت پادشاه در نقش فارامیر                   | سرنوشت در نقش دوک هونگ                    |
| دزدان دریایی کارائیب در نقش جیمز نرینتون                     | جانگ یونگ شیل در نقش جانگ یونگ شیل        |
| رابین هود فیلم 2015                                          | افسانه بروسلی در نقش بروسلی               |
| دزدان دریایی کره‌ای                                           | خانواده کیم چی                            |
| رام شام                                                      | بیست و چهار در نقش یوسیل گودل             |
| بازی آخر                                                     | سرزمین بادها در نقش موهیول                |
| برج سوزان                                                    | افسانه جومونگ در نقش جومونگ               |
| تک تیر انداز                                                 | گیوم تل در نقش رلند                       |
| در محاصره آتش                                                | افسانه شجاعان در نقش لینخو چونگ           |
| مردی که از کوه پایین می آید در نقش استاد                     | رودخانه برفی در نقش لوک مک گرگور          |
| تغییر چهره                                                   | قصه‌های جزیره در نقش جاسپر دیل             |
| سایه (۲۰۱۹) در نقش فرمانده                                   | خاطرات شرلوک هلمز                         |
| هابیت یک سفر غیر منتظره در نقش کیلی                          | بشارت منجی در نقش مسیح                    |
| هاببت تباهی اسماگ در نقش کیلی                                | پزشک دهکده                                |
| هابیت نبرد پنج سپاه در نقش کیلی                              | دوران کهن در نقش جان کارتر                |
| ایپ چهار در نقش بروسلی                                       | دوران کهن عصر جدید در نقش جان کاتر        |
| روزی روزگاری هالییود در نقش بروسلی                           | کبرای کای در نقش جانی لرنس                |
| رئیس بزرگ در نقش بروسلی                                      | پزشکان جوان                               |
| خشم اژدها در نقش بروسلی                                      | دفاع از جیکوب در نقش اندی باربر           |
| تولد یک اژدها در نقش بروسلی                                  | لاک پشت های نینجا در نقش مایکی            |
| قضاوت منصفانه                                                | رئیس‌جمهور موقت                            |
| کارآگاهان کره‌ای                                              | درخشش دریا گویندگی به جای کیوانچ تاتلیتوغ |
| اژدها وارد می‌شود در نقش بروسلی - دوبله دوم                   | بازی مرکب در نقش هوانگ این هو             |
| بازگشت چن ژن                                                 |                                           |
| از پدران و پسران در نقش رویتا پدر کیتا                       |                                           |
| سامورایی قاتل                                                |                                           |
| مرد مورچه ای در نقش پکستن                                    |                                           |
| مرد مورچه ای ۲ در نقش پکستن                                  |                                           |
| انتقام جویان ۱ در نقش کاپیتان آمریکا                         |                                           |
| انتقام جویان عصر اولتران در نقش کاپیتان آمریکا               |                                           |
| انتقام جویان جنگ ابدیت در نقش کاپیتان آمریکا                 |                                           |
| انتقام جویان پایان بازی در نقش کاپیتان آمریکا                |                                           |
| کاپیتان آمریکا ۱ در نقش کاپیتان آمریکا                       |                                           |
| کاپیتان آمریکا ۲ در نقش کاپیتان آمریکا                       |                                           |
| کاپیتان آمریکا ۳ در نقش کاپیتان آمریکا                       |                                           |
| دزدان دریایی کارائیب ۳ در نقش ویل ترنر                       |                                           |
| آقایان (2020 )                                               |                                           |
| حیثیت بجای کریستین بیل ساخته کریستوفر نولان (دوبله صداوسیما) |                                           |
| آغازگر (Primer) بجای شین کاروث                               |                                           |
| ((کیمیاگر)) بجای ((کیم دوهیون))                              |                                           |
| جان ویک:بخش ۴ در نقش کین                                     |                                           |